# Василенко, Геннадий Анатольевич
Генна́дий Анато́льевич Василе́нко (31 декабря 1964, Херсон) — советский гребец-байдарочник, выступал за сборную СССР во второй половине 1980-х годов. Бронзовый призёр чемпионата мира, трёхкратный чемпион Советского Союза, победитель многих регат республиканского и всесоюзного значения. На соревнованиях представлял Вооружённые силы, мастер спорта международного класса.

## Биография
Геннадий Василенко родился 31 декабря 1964 года в городе Херсоне Украинской ССР. Активно заниматься греблей начал в раннем детстве, проходил подготовку в спортивном клубе Вооружённых сил.
Первого серьёзного успеха на взрослом уровне добился в 1987 году, когда вместе с напарником Владимиром Гордилеем стал чемпионом Советского Союза в зачёте двухместных байдарок на дистанции 10000 метров. Год спустя повторил это достижение, ещё через год в третий раз подряд стал чемпионом всесоюзного первенства в двойках на десяти километрах.
Благодаря череде удачных выступлений удостоился права защищать честь страны на чемпионате мира в болгарском Пловдиве, откуда в итоге привёз награду бронзового достоинства, выигранную в двойках с тем же Гордилеем в десятикилометровой гонке — лучше них финишировали только экипажи из Венгрии и Великобритании. За выдающиеся спортивные достижения удостоен почётного звания «Мастер спорта СССР международного класса».